# Ibrahim Abu an-Nadża
Ibrahim Taufik Abu an-Nadża (arab. إبراهيم توفيق أبوالنجا) – egipski zapaśnik walczący w obu stylach. Zdobył cztery medale na mistrzostwach Afryki, w tym dwa razy sięgał po złoto, w 1985 i 1988. Trzeci na mistrzostwach arabskich w 1987 roku.